# Рихтер, Фёдор Богданович
Фёдор Богданович Рихтер (собственно Теодор Рихтер, нем. Theodor Richter; 1826 — 28 декабря 1900 (10 января 1901), Москва) — российский трубач и музыкальный педагог немецкого происхождения.
Родился в Саксонии. Работал в России с 1840-х гг., играл на трубе и корнет-а-пистоне в оркестре Большого театра.
Преподаватель класса трубы в Московской консерватории с её основания в 1866 году и до своей смерти, с 1879 года профессор. Среди его учеников Богумил Решке и Иван Михайлович Мещанчук-Чабан (1872—1942), первый учитель Вениамина Марголина. Одновременно руководил военным оркестром Екатеринославского лейб-гренадерского полка.